# 展喙乌头
展喙乌头（学名：Aconitum novoluridum）为毛茛科乌头属下的一个种。

## 扩展阅读
- 維基物種上的相關：展喙乌头